# Lycidas scutulatus
Lycidas scutulatus är en spindelart som först beskrevs av Koch L. 1881.  Lycidas scutulatus ingår i släktet Lycidas och familjen hoppspindlar. Inga underarter finns listade i Catalogue of Life.